# Myotis levis
Myotis levis (I. Geoffroy, 1824) è un pipistrello della famiglia dei Vespertilionidi diffuso nell'America meridionale.

## Descrizione

### Dimensioni
Pipistrello di piccole dimensioni, con la lunghezza della testa e del corpo tra 44 e 58 mm, la lunghezza dell'avambraccio tra 38 e 41,4 mm, la lunghezza della coda tra 30 e 42 mm, la lunghezza del piede tra 7 e 9,3 mm, la lunghezza delle orecchie tra 11 e 16 mm e un peso fino a 5,4 g.

### Aspetto
La pelliccia è corta e lanosa, mentre nella sottospecie M.l.dinellii è più lunga. Il colore generale del corpo è marrone scuro, con la punta dei peli dorsali marrone chiara o gialla e quella dei peli ventrali rispettivamente bianca o marrone chiara. Le orecchie sono lunghe e ben separate tra loro. Le ali sono attaccate posteriormente alla base delle dita dei piedi, i quali sono relativamente grandi. La coda è lunga ed inclusa completamente nell'ampio uropatagio, il quale ha il margine libero frangiato e più chiaro. Il cariotipo è 2n=44 FNa=50. La sottospecie M.l.dinellii è più piccola.

## Biologia

### Comportamento
Si rifugia all'interno delle grotte dove forma colonie di diverse migliaia di esemplari. Talvolta sono stati osservati piccoli gruppi tra il fogliame di alberi come l'eucalipto.

### Alimentazione
Si nutre di insetti catturati negli spazi aperti.

### Riproduzione
Femmine gravide sono state catturate in ottobre, altre che allattavano nei mesi di dicembre e gennaio. Maschi sessualmente attivi sono stati osservati in aprile, giugno, agosto e novembre, mentre individui giovani sono stati osservati in gennaio, maggio, settembre e novembre.

## Distribuzione e habitat
Questa specie è diffusa dalla Bolivia meridionale fino all'Argentina centro-orientale e Brasile sud-orientale.
Vive nei boschi, preferibilmente vicino a corsi d'acqua.

## Tassonomia
Sono state riconosciute 2 sottospecie:
- M.l.levis: Stati brasiliani sud-orientali di Minas Gerais, Paranà, Rio Grande do Sul, Santa Catarina e San Paolo; Paraguay sud-orientale, Uruguay, Argentina nord-orientale e centro-orientale;
- M.l.dinellii (<I. Geoffroy, 1824): Bolivia centro-meridionale e Argentina nord-occidentale.

Recentemente le due forme sono state catturate contemporaneamente in alcune località dell'Argentina e del Brasile, pertanto potrebbero trattarsi di due specie distinte.

## Conservazione
La IUCN Red List, considerato il vasto areale e la popolazione presumibilmente numerosa, classifica M.levis come specie a rischio minimo (Least Concern)).